# 崔致远
崔致遠（857年—10世纪），字海夫，号孤云，又号海云，谥文昌侯，统一新罗时期的文学家，被誉为“东方儒学之宗”、“东国儒宗”、“四海第一人物”，与李奎报和李齐贤被称为朝鲜文学史上的三大诗人（汉诗）（朴仁老、郑澈和尹善道被称为朝鲜“三大国语诗人”:601-609）:253-266。

## 生平
崔致远公元857年出生于新罗京城沙梁部的一个贵族家庭，人们对他的家世知之甚少。《三国史记》记载说：“史传泯灭，不知其世系”:150。他从小受到很好的家庭教育，他在诗文中多次自称为“儒家门末学”、“玄菟微儒”等。
公元868年，年仅12岁的崔致远跟随商船入唐留学。他的父亲在他离国前告诫他“十年不第进士，则勿谓我儿，吾亦不谓有儿往矣。”他在长安学习六年后，于公元874年在礼部侍郎裴瓚手下一举及第。根据唐朝的规定，进士及第只是获得了做官的资格。授官职还需经吏部的“选试”。因此他及第后去了东都洛阳，以教书为生，“寻以浪迹东都，笔做饭囊”。在此期间，他著书三卷（私试今体赋五首一卷，五言七言今体诗100首一卷，杂诗赋30首一卷），内容主要是关于他准备参加博学宏词科:152。
公元877年，崔致远被任命为溧水（今江苏南京市溧水区）县尉。在溧水为官的四年中，他有机会接触到中国的下层社会，了解到中国社会现实和人民生活。期间，他创作了各种同情人民疾苦的各类题材作品，并编撰了《中山覆匮集》五卷。尽管他当上了县尉，有了俸禄，但仍然难以保证温饱，“俱缘俸禄无余，书粮不济”，他不得不另谋出路。公元884年，崔致远为应“博学鸿儒科”试，离开溧水去了淮南。:152
在淮南，崔致远被当时的淮南节度使高骈聘为从事官，以掌文书之事。黃巢起事爆发后，高骈被任命为诸道兵马都统。崔致远为他撰写了大量的公书文牒，其中包括著名的《檄黄巢书》。他的才华得到高骈和唐僖宗的赏识，被授承务郎侍御史内供奉之职和紫金鱼袋。他将自己在这一时期的作品整理成《桂苑笔耕集》（共20卷）。高骈失势后，淮南幕府盛行阿谀奉承之风，崔致远渐遭冷落。公元884年，他上书请求归国，得到高骈同意，并于同年8月离开中国。唐僖宗让他带着国书以唐朝使节的身份归国。晚唐诗人顾云为他写了送别诗。:153
回到新罗后，崔致远被任命为侍读兼翰林学士、守兵部侍郎、知瑞书监等职。不过当时的新罗朝廷已经极为腐化。他在归国的第二年曾向真圣女王进献《时务策》十一条，奉劝新罗统治者施仁政，以挽救国家的危亡。但新罗统治者对此无动于衷。为此，崔致远创作了许多表达对现实不满，批判社会丑恶现象，讽刺统治者虚伪的诗作。他因此被统治者所不容，被贬为地方官，任大山郡太守。41岁以后，他感觉新罗的腐朽已经无法挽回，便辞官带家人隐居伽倻山。:154-155
对崔致远的去世，众说纷纭。据李仁老《破闲集》记载，他在一日清晨突然失踪，他的家人和朋友四处寻找，但只在深山中找到他的鞋子和帽子。传说崔致远晚年支持王建的势力，并为王建做了《檄甄萱书》。在写给王建的书信中，他说：“鸡林黄叶，鸽岭青松”。王建建立高丽王朝后，崔致远被追封为“文昌侯”，并配享文庙。:154

## 文学成就

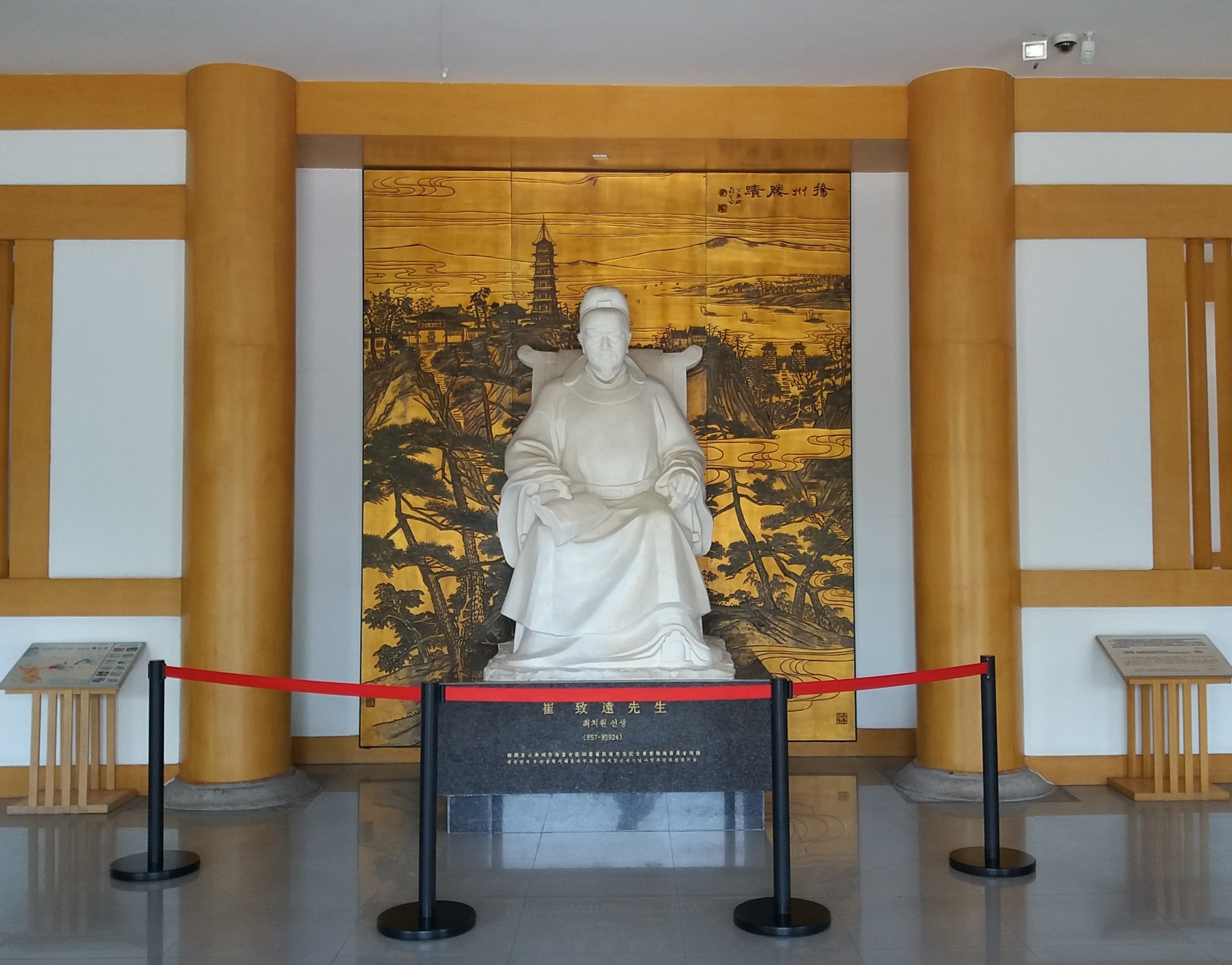
崔致远纪念堂入口的崔致远汉白玉塑像

现存崔致远的诗歌包括《桂苑笔耕集》的60首、《东文选》的30首和分散在《全唐诗》以及历史文献和金石文物上的十余首及一些残句。他的诗歌按内容可以分为五类：第一类是他在唐留学时所作的思念故乡的抒情诗，比如《秋夜雨中》、《山阳与乡友话别》、《东风》、《陈情上太尉》等；第二类是批评现实的诗歌，比如《江南女》、《古意》、《寓兴》、《蜀葵花》等；第三类是写景诗，比如他奉使东泛新罗，在山东大珠山停泊时所作的《石峰》、《潮浪》、《沙汀》、《野烧》、《杜鹃》、《海鸥》、《山顶危石》、《石上矮松》、《红叶树》、《石上留泉》十首，以及《芋江驿雪》、《题伽倻山》七绝《入山诗》和《赠智光上人》等；第四类是纪德诗和与学友之间的唱和之作，比如《七言纪德诗三十首谨献司徒相公》、《酬进士田成义兄赠》、《酬吴进士峦归江南》、《酬吴峦秀才昔别二绝句》、《酬杨瞻秀才送别》等；第五类是描写新罗民间舞蹈的诗，比如《乡乐杂咏》、《金丸》、《月颠》等。崔致远的诗体裁多样包有七言、五言；有绝句、律诗；有古体诗，但以七言律诗和绝句为最多。他的诗都以现实生活为基础进行自然地抒发。他认为诗人不应该过于自由想象发挥。他曾在《谢高秘书示长歌书》中说李白“兴酣落笔摇五岳，诗成笑傲凌沧州”的诗作是“唯夸散诞之词”。:156-167:64-69
崔致远在唐的16年间创作了一万多篇作品，其中诗歌只有300多首，其余都是散文和应用文。高丽文人周慎斋在其《游清凉山录》中称崔致远是“东方文学之祖”。朝鲜王朝前期文人成伣也说：“我国文章，始发于崔致远。”崔致远的散文和应用文大都是骈体文。这种文体盛行于六朝，在唐朝成为朝廷公文“正式的程式”。崔致远存世的散文集《桂苑笔耕集》收录的大多数是骈体四俪六的行政公文，但他的散文内容丰富，体裁多样，具有很高的艺术成就。他所撰写的《檄黄巢书》，条理清晰，措辞犀利。据《孤云先生遗事》记载，黄巢在读到“不惟天下之人皆思显戮，抑亦地中之鬼已议阴诛”时，不觉从床上掉了下来。:168-170

## 纪念

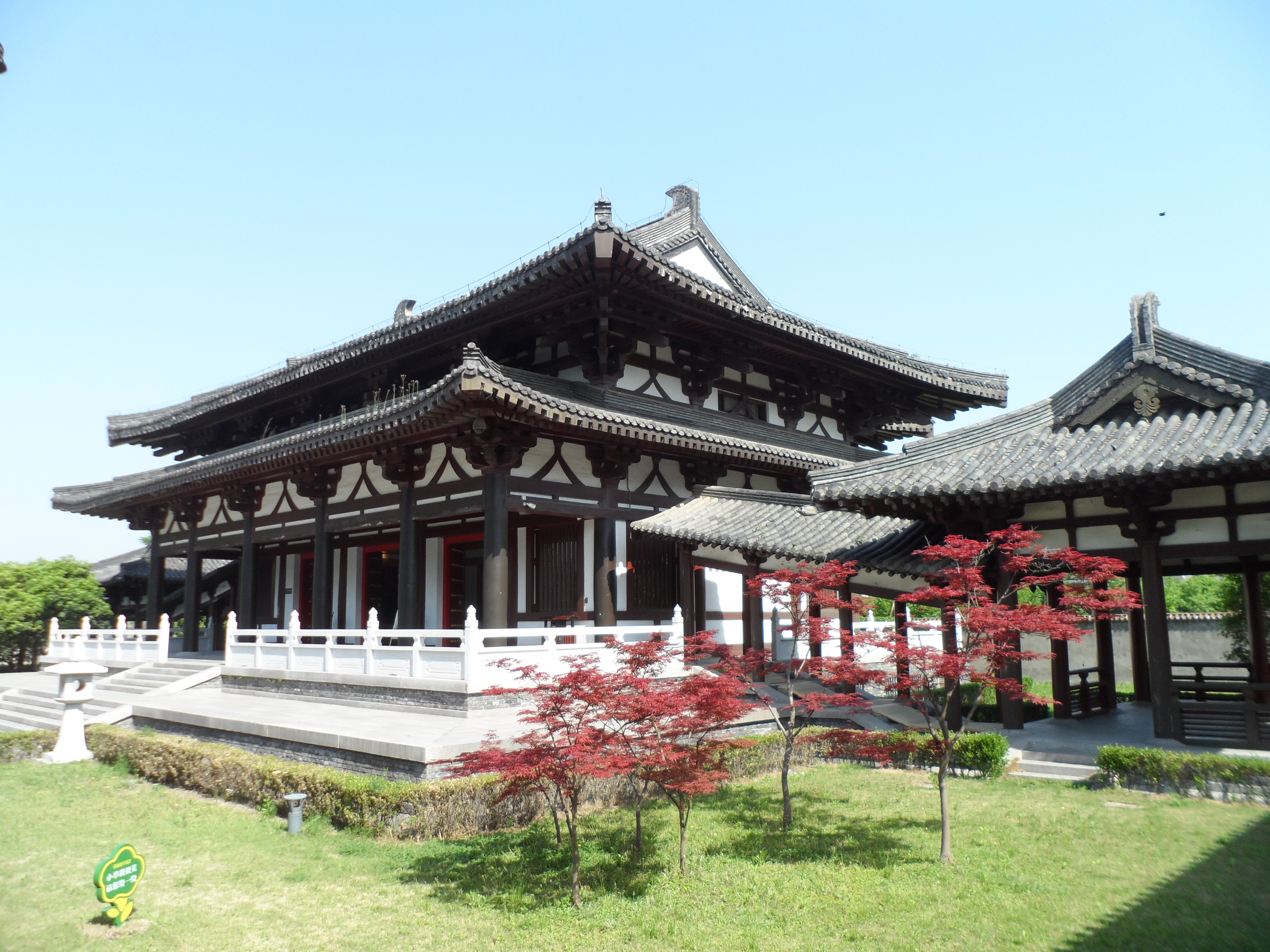
崔致远纪念馆

中国江苏省扬州市建有崔致远纪念馆，这是中国首座外国名人纪念馆。纪念馆2005年10月9日由中国外交部批准建设，10月15日扬州举行了奠基仪式。纪念馆位于扬州唐衙城遗址的西南角，占地18.579亩，由纪念堂、陈列馆、研究中心等部分组成，扬州建筑设计院设计。纪念馆总建设费用约2000多万元，由扬州市政府拨专款建设，韩国崔氏宗亲会开工仪式上向崔致远纪念馆建设捐赠了10万美元。2007年10月15日，崔致远纪念馆一期工程竣工开馆。
中国人民对外友好协会、江苏省对外文化交流协会、扬州市委市政府、江苏省广播电视总台等联合拍摄有电视纪录片《崔致远》。其首映式于2007年8月19日在北京举行，中国对外友协会长陈昊苏、副会长冯佐库、扬州市委宣传部长陈卫庆等出席了首映式。